# 周馥 (兩廣總督)

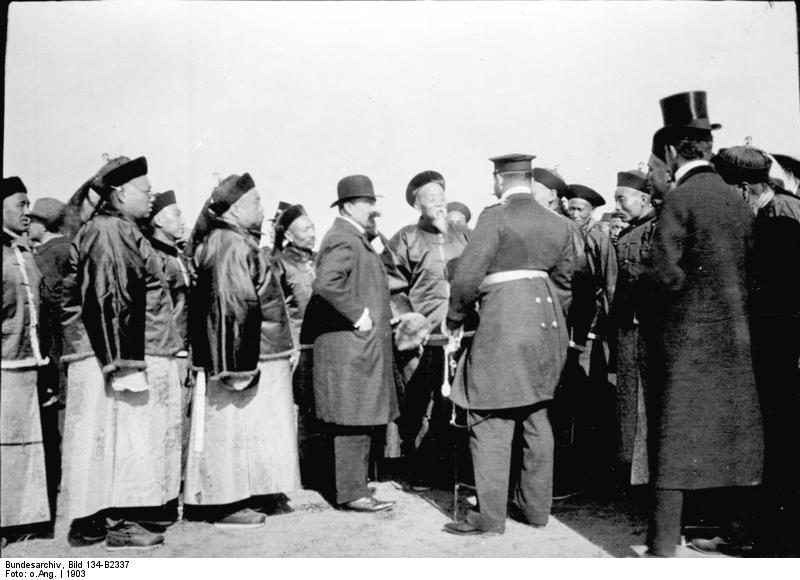
周馥 1903

周馥（1837年—1921年），字玉山，号兰溪，男，安徽建德縣（今东至）人，清朝官員。

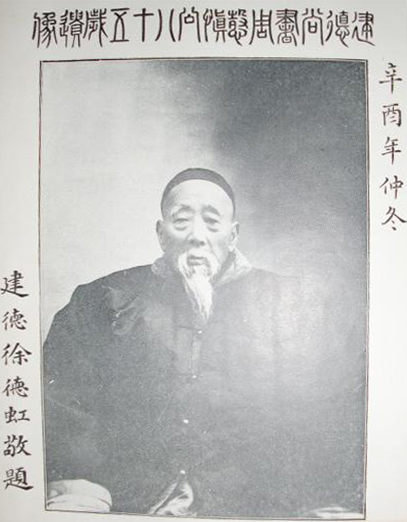
清授光祿大夫建威將軍頭品頂戴陸軍部尚書都察院都禦史兩廣總督周慤慎公

## 生平
周馥早年跟隨李鴻章，負責文牘，累保道員。光緒三年（1877年），署永定河道。光緒九年（1883年），兼署天津兵備道，不久，授津海關道，再署布政使。修築永定河北岸石堤，保衛京師，盧溝南減水石壩工程浩大，解除永定河水患。光绪二十八年（1902年）四月，升任山东巡抚，并加兵部尚书衔。三十年（1904年）九月，署两江总督兼南洋大臣。三十二年（1906年）七月，调任闽浙总督，未到任。旋又调补两广总督。次年，以年老多病，奏请“回籍就医”。民国十年（1921年）八月二十一，病逝德壽於天津寓所，终年84岁。
1904年，周馥就任山东巡抚时期，与其前任袁世凯联名上奏朝庭，要求济南、周村、潍县三地自开商埠，于5月获准。这是中国早期自动开放的通商口岸之一。

## 家庭
周氏家族六代人，在官、商、学各领域都有卓越表现，遵循着“读书积德，行善积福”的古训。長子周学海，次子周學銘，皆為光緒十八年進士；四子周学熙，清末民初著名实业家。孙周叔弢，著名实业家，曾任全国政协副主席。曾孙周以良，中国著名植物学家，东北林业大学教授。曾孙周一良，著名历史学家、北京大学教授。女儿嫁给袁世凯八子袁克轸为妻。

### 第一代
周氏家族的奠基人是周馥。周馥幼年勤于读书，协助李鸿章办理洋务达30多年，成为洋务运动的重要一员；先后担任山东巡抚、两江总督、两广总督等要职，成为一代封疆大吏。周馥五福俱全，终年84岁，有诗文集流传，家训著作《负暄闲语》。

### 第二代
周馥有六子三女，其中四子周学熙创办山东大学堂（山东大学的前身），担任第一任校长；又两任北洋政府财政总长。周学熙创办启新洋灰公司和滦州煤矿，奠定了华北近代工业的基础，他创办和经营的企业占据着当时民族工商业的半壁江山，和状元企业家张謇齐名，有“南张北周”之称。周馥的长子周学海进士出身，是晚清名医；七子周学渊是个诗人，也曾担任过山东大学堂的校长。

### 第三代
周叔弢是实业家，古籍文物收藏家，曾经官至天津市副市长、全国政协副主席。周达（周今覺）是数学家、集郵家，中国数学会、中華郵票會创始人之一；周志辅是易学家、史学家，京剧史专家；周叔迦是中国佛学研究三大家之一。

### 第四代
周一良是史学家；周炜良是数学家，20世纪世界代数几何学的代表人物之一，以他的名字命名的数学名词多达7个；周以良是林学家，发现了70多个新物种。

### 第五代
周启成是浙江大学的古典文学专家；周启乾是天津社会科学院的日本史专家；周启鸣是香港浸会大学地理系教授；周启登是文学翻译家，乌尔都语专家；周启昆是新西兰生物学家；周启晋是澳门先达国际集团总裁；周琪华是盲人歌唱家，《我爱你塞北的雪》的原唱者；等等。

## 家谱
- 長子周學海（1856~1906），光緒十八年進士，醫學家
  - 長子周明達，後名達，號今觉（1878~1949），數學家，郵票收藏家
    - 長子周震良（1903~1981），電機系教授
    - 次子周煦良（1905~1984），翻譯家
      - 長子周啓成，浙江大学古籍所教授
      - 次子周啓申
      - 三子周啓宏

    - 三子周煒良（1911~1995），數學家
    - 三女周叔蘋
    - 四女周叔昭
    - 五女周叔嫻
    - 六女周叔蘅

  - 次子周明奎，後名逵（1890~1968），醫學家
  - 三子周明扬，後名暹，字叔弢（1891~1984），實業家，收藏家
    - 長子周一良（1913~2001），歷史學家
      - 子周启锐
      - 子周启博
      - 子周启
      - 女周启盈

    - 次子周珏良（1916~1992），翻譯家
    - 三子周艮良，建築設計專家
    - 四子周杲良（1918~1998），Stanford 神經生物學家
    - 五子周以良（1922~2005），植物學家
    - 六子周治良，建築設計
    - 七子周景良，地質學家
    - 長女周珣良
    - 次女周與良（1923~2002），生物學家，查良铮之妻。
    - 三女周耦良

  - 四子周明進，後名進，字季木，收藏家
  - 五子周明遠，後名雲
    - 次子周懋良

- 次子周學銘（1859~1911），光緒十八年進士
  - 長子周明啟
  - 次子周明詒，承嗣學涵
  - 三子周明捷

- 三子周學涵（早殤）

- 四子周學熙（1865~1947），實業家
  - 長子周明泰（1896~1994），戲曲學家 
    - 長子周嗣良，火箭學家
      - 長子周啓宗
      - 長女周啓荃

    - 次子周述良
      - 长子周啓邦

    - 三子周寅良
      - 長女周啓
      - 次女周啓

  - 次子周明焯，字志俊（1898~1990）
  - 三子周明夔，字叔迦（1899~1970），佛學家
    - 長子周绍良（1917~2005），佛學家，收藏家
      - 長子周啓晋

  - 四子周明恩
  - 五子周明謙（早殤）

- 五子周學植，诗人

- 六子周學輝（1882~1971），举士，实业家
  - 周明相（三歲夭折）
  - 周明和
    - 周駿良
    - 周驥良
    - 周立良
      - 長子周啓同

    - 周駱良

  - 周杏荃
  - 周仲铮（1908~1996），艺术家
  - 周明昌
  - 周明椿
  - 周明耆（三歲夭折）

## 外部連結
- 周馥墓

## 歷任官銜表
| 官衔          | 官衔                                                      | 官衔          |
| ------------- | --------------------------------------------------------- | ------------- |
| 前任： 張人駿 | 山東巡撫 任職期間：1902年4月-1904年9月                    | 繼任： 胡廷幹 |
| 前任： 李興鋭 | 兩江總督 任職期間：1902年-1904年                          | 繼任： 端方   |
| 前任： 端方   | 閩浙總督 任職期間：1906年                                 | 繼任： 丁振鐸 |
| 前任： 岑春煊 | 兩廣總督兼廣東巡撫 任職期間：1906年9月11日－1907年5月28日 | 繼任： 岑春煊 |